# Афонсу II
Афонсу II Дебели (на португалски: Afonso II O Gordo; * 23 април 1185, Коимбра, Кралство Португалия; † 25 март 1223, Коимбра, Кралство Португалия) е 3-ти крал на Португалия от 1212 година.

## Произход
Син е на крал Саншу I и неговата съпруга Дулсе Арагонска.

## Управление
Встъпва на престола през 1212 година. Военните походи не са приоритет да държавната му политика, затова Афонсу II има възможност да създаде държавния апарат и централизира властта със собствени ръце. Той разработва първия писмен сборник на португалски закони. В основата си те касаят частната собственост, гражданското правосъдие и паричното обръщение.
Афонсу II изпраща посланици в европейските кралства извън Пиренейския полуостров и установява с повечето от тях търговски отношения.

## Брак и деца
През 1206 г. се жени за Урака Кастилска (1186 – 1220), дъщеря на крал Алфонсо VIII и английската принцеса Елинор Плантагенет. Тя е внучка на английския крал Хенри II и на Елеонор Аквитанска. Те имат децата:
- Саншу II (1207 – 1248), 4-ти крал на Португалия; встъпва на престола през 1223 година и го предава на своя брат, крал Афонсу III през 1247 година.
- Афонсу III (1210 – 1279), 5-и крал на Португалия; приема управлението от своя брат, крал Саншу II в 1247 година
- Леонор (1211 – 1231), принцеса на Португалия омъжена за датския крал Валдемар III
- Фернандо (1217 – 1246), принц на Португалия, лорд Серпа
- Висенте (1219)